# إنج مورات
إنجيبورغ هيرمين مورات (بالإنجليزية: Ingeborg Hermine «Inge» Morath) (27 مايو 1923 - 30 يناير 2002) مصورة نمساوية أمريكية المولد. انضمت في عام 1953، إلى وكالة ماغنوم للصور، التي أسسها كبار المصورين في باريس، وأصبحت مصورة كاملة مع الوكالة في عام 1955. وكانت مورات الزوجة الثالثة للكاتب المسرحي آرثر ميلر. ابنتهما كاتبة السيناريو/ المخرجة ريبيكا ميلر.

## السيرة الشخصية

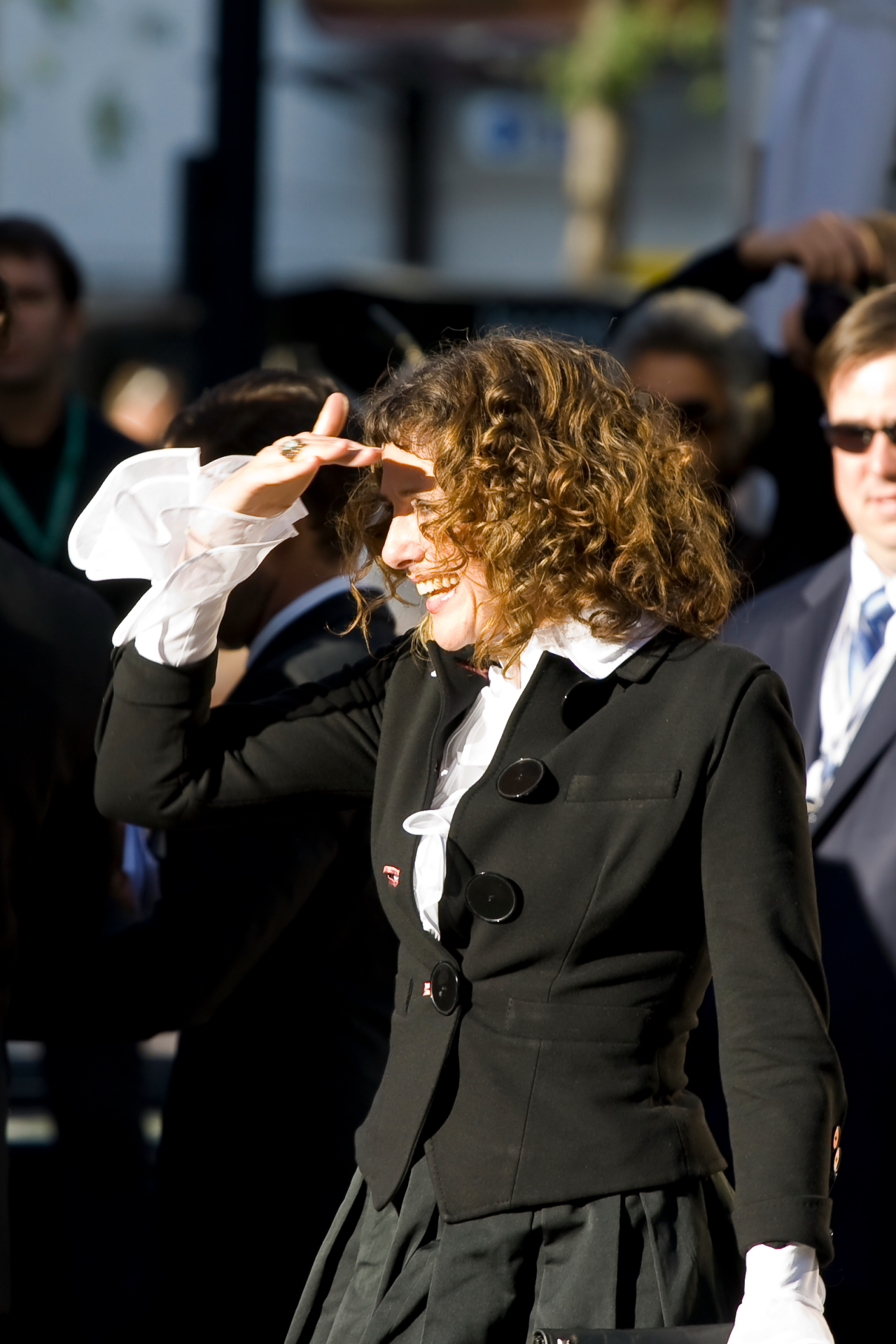
ريبيكا ميلر، صانعة الأفلام وزوجة الممثل المعروف دانيال داي-لويس، خلال مهرجان تورونتو السينمائي الدولي 2009.

وُلدت مورات في غراتس، النمسا، لماتيلد (ويسلر) وإدجار مورات، العالمين اللذين تنقلا في عملهما بين معامل مختلفة وجامعات في أوروبا في أثناء طفولتها. تحول والداها من الكاثوليكية إلى البروتستانتية. انتقلت مورات، التي تلقت تعليمها لأول مرة في المدارس الناطقة بالفرنسية، في الثلاثينيات مع أسرتها إلى دارمشتات، وهو مركز فكري ألماني، ثم إلى برلين، حيث قام والد مورات بتوجيه مختبر متخصص في كيمياء الأخشاب. تم تسجيل مورات في لوسينسكول بالقرب من محطة فريدريش شتراسيه.
كان أول لقاء مع مورات مع الفن الطليعي معرض انتارتت كونست (الفن المنحل) الذي نظمه الحزب النازي في عام 1937، والذي سعى إلى تأجيج الرأي العام ضد الفن الحديث. كتبت مورات في وقت لاحق: «لقد وجدت عددًا من هذه اللوحات مثيرة ووقعت في حب لوحة فرانتس مارك بلو هورس». «لم يُسمح سوى بالتعليقات السلبية، وبالتالي بدأت فترة طويلة من الحفاظ على الأفكار الصامتة والخفية».
بعد الانتهاء من المدرسة الثانوية، قدمت مورات امتحان الـ أبيتور وكانت مضطرة إلى إكمال ستة أشهر من الخدمة لصالح (الريخ لخدمة العمل) قبل دخول جامعة برلين. في الجامعة، درست مورات اللغات. أصبحت تتحدث الفرنسية والإنجليزية والرومانية بطلاقة بالإضافة إلى لغتها الأم الألمانية (أضافت إليها لاحقًا الإسبانية والروسية والصينية). «لقد درست حيث يمكن أن أجد مكانًا هادئًا في الجامعة ومحطات المترو التي كانت بمثابة ملاجئ للغارات الجوية. ولم أكن قد انضممت إلى (هيئة الطلاب)».
قرب نهاية الحرب العالمية الثانية، جرى إعداد مورات لخدمة المصانع في تيمبلهوف، أحد أحياء برلين، إلى جانب أسرى الحرب الأوكرانيين. في أثناء هجوم على المصنع من قاذفات القنابل الروسية، هربت سيراً على الأقدام إلى النمسا. في السنوات اللاحقة، رفضت مورات تصوير الحرب، مفضلة العمل على القصص التي ظهرت في أعقابها.

### أواسط حياتها
بعد الحرب، عملت مورات كمترجمة وصحفية. في عام 1948، عُيّنت من قبل وارن ترابانت، في البداية كمراسلة في فيينا ثم كمحرر نمساوي في مجلة هايتو (اليوم)، وهي مجلة مصورة نشرها مكتب معلومات الحرب في ميونيخ. التقت مورات بالمصور إرنست هاس في فيينا ما بعد الحرب، وانقل إلى العمل مع ترابانت. من خلال العمل مع هوتي، كتبت مورات مقالات كإضافات إلى صور هاس. في عام 1949، تم دعوة مورات وهاس من قبل روبرت كابا للانضمام إلى صور ماغنوم التي تأسست حديثًا في باريس، حيث بدأت عملها كمحررة. أعجبت مورات بالعمل مع أوراق الاتصال المرسلة إلى مكتب ماغنوم من قبل العضو المؤسس هنري كارتييه بريسون. «أعتقد أنه من خلال دراسته لطريقة التصوير، تعلمت كيفية تصوير نفسي، قبل أن أحمل كاميرا في يدي».
تزوجت مورات لفترة وجيزة من الصحفي البريطاني ليونيل بيرش وانتقلت إلى لندن عام 1951. في تلك السنة، بدأت في التصوير في أثناء زيارة إلى البندقية. وكتبت «كان واضحًا على الفور أنه من الآن فصاعدًا سأكون مصورة». «مع استمراري في التصوير، شعرت بسعادة غامرة. كنت أعلم أنه يمكنني التعبير عن الأشياء التي أردت أن أقولها من خلال منحها شكلاً من خلال عيني». تقدمت مورات بطلب للحصول على تدريب مهني مع سايمون جوتمان، الذي كان حينها محررًا في بكتشر بوست ومُعدًّا لتقارير وكالة الصور. عندما سأل جوتمان مورات عمّا تريد تصويره، ولماذا، أجابت: «بعد جلاء النازية، شعرت أنني وجدت لغتي في التصوير الفوتوغرافي». بعد أن أمضت مورات عدة أشهر في العمل كسكرتيرة لـ جوتمان، أتيحت لها فرصة لالتقاط الصور. باعت صورها الأولى في ليالي الافتتاح والمعارض وما إلى ذلك تحت اسم مستعار «إيجني تاروم»، في خلفية الصور.
تطلقت مورات من بيرش وعادت إلى باريس لمتابعة حياتها المهنية في التصوير الفوتوغرافي. في عام 1953، بعد أن قدمت مورات أول قصصها المصورة، عن مهنة العمال في باريس، إلى كابا، دعاها للانضمام إلى ماغنوم كمصورة. كانت مهماتها الأولى قصصًا لم تهم «الأولاد الكبار». ذهبت إلى لندن في مهمة مبكرة لتصوير سكان سوهو ومايفير. تعد صورة مورات للسيدة إيفيلي ناش، من تلك المهمة، من بين أعمالها الأكثر شهرة. بناءً على اقتراح كابا، في 1953-1954، عملت مورات مع كارتييه بريسون كباحث ومساعد. في عام 1955 تمت دعوتها لتصبح عضوًا كاملاً في (صور ماغنوم). خلال أواخر الخمسينيات من القرن الماضي، سافرت مورات على نطاق واسع، حيث غطت القصص في أوروبا والشرق الأوسط وأفريقيا والولايات المتحدة وأمريكا الجنوبية، من أجل منشورات مثل هوليدي وباريس ماتش وفوغ. في عام 1955، نشرت غيير لا تريستيسي، صورًا لإسبانيا، مع روبرت ديلبير، تلاها دي لا بيرس آيران، صور لإيران، في عام 1958. نشرت مورات أكثر من ثلاثين دراسة خلال حياتها.
مثل العديد من أعضاء ماغنوم، عملت مورات كمصورة على العديد من مجموعات الصور المتحركة. بعد أن قابلت المخرج جون هيوستن في أثناء إقامتها في لندن، عملت مورات في العديد من أفلامه. كانت هيوستن مولن روغ 1952 واحدة من أولى مهام مورات، وكانت أول مرة تعمل فيها في استوديو للأفلام. عندما اعترفت مورات لهوستون بأنها كانت تملك فقط لفة واحدة من الأفلام الملونة للعمل معه وطلبت مساعدته، اشترى هوستون ثلاث لفات أخرى لها، ولوح لها أحيانًا للإشارة إلى اللحظات المناسبة للتدخل في الكاميرا. كتب هيوستن فيما بعد عن مورات بأنها «كاهنة مرموقة للتصوير الفوتوغرافي. لديها قدرة نادرة على الاختراق خارج الأسطح وكشف ما الذي يجعل موضوعها مميزًا».
في عام 1959، في أثناء تصوير فيلم «غير مغفور»، بطولة أودري هيبورن، برت لانكاستر، وأودي مرفي، رافقت مورات وأصدقاؤها بطة الصيد في بحيرة جبلية خارج ديوارنكو، المكسيك. في أثناء تصوير الرحلة، رأت مورات من خلال عدستها المقربة أن قارب ميرفي ورفيقه قد انقلب على بعد 350 قدمًا من الشاطئ. كانت ترى أن مورفي، كان يغرق. كسباح ماهر، تجردت من ملابسها الداخلية وقلّت الرجلين إلى الشاطئ بواسطة حمالة صدرها بينما استمرت بالسباحة دون انقطاع.
عملت مورات مرة أخرى مع هيوستن في عام 1960 على ذا مسفتس، فيلم يضم مارلين مونرو، وكلارك غابل ومونتغمري كليفت، مع سيناريو آرثر ميلر. مُنحت صور ماغنوم حقوقًا حصرية لتصوير الفيلم، وكانت مورات وكارتير بريسن الأوائل من بين تسعة مصورين عملوا في موقع خارج رينو، نيفادا. في أثناء العملية، التقت مورات مع ميلر في أثناء عمله على الأساطير.

## الزواج و العائلة
تزوجت مورات من آرثر ميلر في 17 فبراير 1962 وانتقلت بشكل دائم إلى الولايات المتحدة. أنجب ميلر ومورات أول طفل، ريبيكا، في سبتمبر 1962. وُلد الطفل الثاني للزوج دانييل في عام 1966 مع متلازمة داون وجرى تعميده بعد وقت قصير من ولادته. ريبيكا ميلر مخرجة وممثلة وكاتبة أفلام متزوجة من الممثل دانييل داي لويس.

## العقد الأول
تُعد إنجازات مورات خلال العقد الأول من عملها كمصورة مهمة. جنبًا إلى جنب مع إيف أرنولد، كانت من أوائل النساء الأعضاء في صور ماغنوم، التي لا تزال حتى يومنا هذا منظمة مكونة غالبًا من الذكور. كتب العديد من النقاد عن السريالية المرحة التي تميز بها عمل مورات من هذه الفترة. نسبت مورات هذا إلى المحادثات الطويلة التي أجرتها مع كارتييه بريسون خلال رحلاتهم في أوروبا والولايات المتحدة. كان الدافع وراء عمل مورات إنسانيًا بشكل أساسي، شكلته تجربتها في الحرب بقدر ما أبقتها متعلقة في أوروبا بعد الحرب. وثّقت مورات في عملها الناضج، التحمل للروح الإنسانية في ظل حالات الإكراه الشديد، وكذلك مظاهر النشوة والفرح.

## السنوات اللاحقة (1962 – 2002)
بعد استقرارها في الولايات المتحدة، خلال الستينيات والسبعينيات من القرن الماضي، عملت مورات على مقربة من المنزل، حيث أقامت عائلة مع ميلر وعملت معه في عدة مشاريع. كان تعاونهما الأول كتاب «في روسيا (1969)»، الذي وصف، إلى جانب اللقاءات الصينية (1979)، رحلاتهما واجتماعاتهما في الاتحاد السوفيتي وجمهورية الصين الشعبية. كان كتاب، في البلاد، الذي نشر في عام 1977، نظرة قريبة إلى محيطهما المباشر. بالنسبة لكل من ميلر، الذي عاش معظم حياته في مدينة نيويورك، ومورات، الذي جاءت إلى الولايات المتحدة من أوروبا، شكّل ريف كونيتيكت لقاءً متجددًا مع أمريكا.
انعكاسًا لأهمية الموهبة اللغوية لمورات، كتب ميلر أن «السفر معها كان امتيازًا، لأنني (لوحدي) لم أكن لأتمكن أبدًا من قطع هذا الطريق». في رحلاتهم، ترجمت مورات لميلر، بينما كان عمله الأدبي فرصة لمورات لملاقاة نخبة فنية دولية. لاحظ المصور النمساوي كرت كيندل، زميلها منذ فترة طويلة، أن «تعاونهما يتطور دون ضغوط خارجية ويحفزهما فقط لاهتمامهما المشترك بالناس والمجال الثقافي الخاص بهما، وهو وضع يتوافق مع أسلوب عمل مورات، بما أنها دائمًا ما تشعر بأن واجباتها تعيقها».
بحثت مورات عن الفنانين والكتاب وصادقتهم وصورتهم. خلال الخمسينيات من القرن العشرين، صورت فنانين لمجلة روبرت ديلبير، (العين)، بما في ذلك جان آرب وألبرتو جياكوميتي. قابلت الفنان شاول شتاينبرغ في عام 1958 عندما ذهبت إلى منزله لتصوير صورة، جاء شتاينبرج إلى الباب مرتدياً قناعًا صنعه من كيس ورقي. على مدى عدة سنوات، تعاونوا في سلسلة من الصور، ودعوا الأفراد والجماعات من الناس للتظاهر من أجل مورات وارتداء أقنعة شتاينبرج. هناك مشروع آخر طويل الأجل وهو توثيق مورات للعديد من أهم إنتاجات مسرحيات آرثر ميلر.
تتمثل بعض الإنجازات التي حققتها مورات في الصورة الشخصية، بما في ذلك الصور التي تم طرحها للمشاهير بالإضافة إلى صور عابرة للمارة المجهولين. لا تزال صورها لمنزل بوريس بايرناك، ومكتبة بوشكين، ومنزل تشيخوف، وغرفة نوم ماو تسي تونغ، فضلاً عن استوديوهات الفنانين والنصب التذكارية للمقبرة، لا تزال تتخللها روح الأشخاص الغائبين.
مع نمو نطاق مشاريعها، درست مورات على نطاق واسع اللغة والفن والأدب في أي بلد لمواجهة ثقافتها بالكامل. على الرغم من أن التصوير الفوتوغرافي كان الوسيلة الأساسية التي وجدت بها مورات التعبير، إلا أنها كانت إحدى مهاراتها. بالإضافة إلى العديد من اللغات التي كانت تتحدث بها بطلاقة، كان لمورات أيضًا مذكرات غزيرة وكانت كاتبة غزيرة الإنتاج؛ جعلتها موهبتها المزدوجة للكلمات والصور غير عادية بين زملائها. كتبت مورات على نطاق واسع، وكانت مسلية في كثير من الأحيان في مواضيعها الفوتوغرافية. على الرغم من أنها نادراً ما نشرت هذه النصوص في أثناء حياتها، فقد ركزت المنشورات بعد وفاتها على هذا الجانب من عملها. فقد جُمعت صورها مع كتابات المجلات وملاحظات التسمية التوضيحية وغيرها من المواد الأرشيفية المتعلقة بمشاريعها المختلفة.
خلال الثمانينيات والتسعينيات، واصلت مورات متابعة كل من المهام والمشاريع المستقلة. قام المخرج الألماني سابين إيكهارد بإنتاج فيلم حقوق النشر لإنجي مورات عام 1992، وكان أحد الأفلام العديدة التي اختيرت لعرض ماغنوم فيلمز في مهرجان برلين السينمائي الدولي في عام 2007. قام إيكهارد بتصوير مورات في المنزل وفي استوديوها وفي نيويورك وباريس مع زملائها، بما في ذلك كارتييه بريسون وإليوت إيرويت وآخرين. في عام 2002، من خلال العمل مع المخرجة السينمائية ريجينا شتراسغر، حققت مورات رغبة قديمة في إعادة النظر في أراضي أسلافها، على طول الحدود بين ستيريا وسلوفينيا. أصبحت هذه المنطقة الجبلية، التي كانت جزءًا من الإمبراطورية النمساوية المجرية، خط الصدع بين إيديولوجيتين متعارضتين بعد الحرب العالمية الثانية وحتى عام 1991، عندما أدت محاولات التقارب إلى صراع على جانبي الحدود. يوثق كتاب «آخر رحلة (2002)»، وفيلم شتراسجر (حدود الفضاء) (جرينز روم 2002) زيارات مورات إلى وطنها خلال السنوات الأخيرة من حياتها.

## الوفاة
توفيت مورات ميلر بسبب السرطان في عام 2002، عن عمر يناهز 78 عامًا.

## التكريمات والإرث
- في عام 2003، أنشأت عائلتها مؤسسة إنج مورات للحفاظ على إرثها ومشاركته.
- في عام 2002 أحدث أعضاء ماغنوم فوتوس جائزة إنجي مورات على شرف زميلتهم كجائزة سنوية. تديره مؤسسة إنجي مورات وتُعطى لمصورة تحت سن 30 عامًا لدعم عملها من أجل إكمال مشروع طويل الأجل.
- 1992 جائزة الدولة النمساوية الكبرى للتصوير.
- 1984 دكتوراه في العلوم الإنسانية، جامعة كونيتيكت، هارتفورد، الولايات المتحدة الأمريكية.
- قرار مجلس الشيوخ عن ولاية ميشيغان لعام 1983. تحية لإنج مورات.
- منذ عام 2012 سالزبورغ، لدى النمسا مبنى «إنجي مورات بلاتز» تكريمًا للمصورة. وموقع فوتهوف، وهي مؤسسة للتصوير الفوتوغرافي تعاونت معها منذ بداية الثمانينيات.[26]

## الاقتباسات
- التصوير الفوتوغرافي ظاهرة غريبة... أنت تثق في عينيك ولا تستطيع إلا أن تهب روحك.[27]

«كانت إنج مورات، قبل كل شيء، مسافرة... كانت مقاربتها للقصة «تجعلها تنمو». دون أي اهتمام واضح بالهيكل السردي، ومن خلال الثقة في تجربتها واهتماماتها لتشكيل عملها بدلاً من معادلة افتتاحية... لقد صنعت صورًا بدون قصد وهي تسترشد بعلاقتها بالمكان، وكانت هذه العلاقات حميمة دائمًا وطويلة الأمد؛ وكانت تقوم بانتظام بإعادة النظر في الأماكن التي تختارها لتصوير وتعلم اللغة ذات الصلة... وبالمثل، ولدت صورًا لأشخاص من العلاقة الحميمة دون الشعور بالعاطفة. يبدو أن عرض العلاقات يحل محل بنية القصة، ومن الأفضل فهم عملها على أنه سلسلة مستمرة من ملاحظات الحياة التي صنعتها لنفسها».

## روابط خارجية
- إنج مورات على موقع IMDb (الإنجليزية)
- إنج مورات على موقع قاعدة بيانات برودواي على الإنترنت (الإنجليزية)
- إنج مورات على موقع قاعدة بيانات برودواي على الإنترنت (الإنجليزية)
- إنج مورات على موقع قاعدة بيانات الأفلام السويدية (السويدية)
- إنج مورات على موقع ديسكوغز (الإنجليزية)
- إنج مورات على موقع كينوبويسك (الروسية)